# غوردون ويشارت
غوردون ويشارت (بالإنجليزية: Gordon Wishart)‏ هو جراح بريطاني، ولد في 3 سبتمبر 1960.